# 長捷
長捷法師（？—？），俗姓陳名素，法號長捷，洛州緱氏縣（今河南省偃師市南境）人，唐代僧人。父親為曾任江陵縣令的陳惠；他在四個兄弟中排行第二，其幼弟陳褘即為後來的玄奘大師。在《大慈恩寺三藏法師傳》中描述長捷法師「風神朗俊，體狀魁傑，有類於父」，與弟弟玄奘同被譽為「陳門雙驥」。
長捷法師住於東都洛陽淨土寺，玄奘出家前曾向他學習佛經:286。武德元年（618年），長捷與玄奘離開洛陽至長安參學；後又一同前往成都。長捷於空慧寺中講授《涅槃經》、《攝大乘論》、《阿毘曇》，也精通儒家的《尚書》、《春秋左傳》及道家的《道德經》、莊子《南華經》等，為蜀人所敬仰。